# 今宵、月が見えずとも
「今宵、月が見えずとも」（こよい、つきがみえずとも）は、ポルノグラフィティの楽曲。2008年12月10日にSME Recordsより27作目のシングルとしてリリースされた。

## 概要
2008年5作目となるシングルで、前作『Love,too Death,too』から約2か月ぶりのリリース。
3rdシングル『ミュージック・アワー』以来、24作ぶりに表題曲のオフボーカルバージョン（Instrumental Track）が収録された。一方でポルノグラフィティのシングル作品としては初めてカップリング曲が未収録となっている。
初回生産限定盤と通常盤の2形態でのリリース。初回生産限定盤の特典はスペシャルブックレット、オリジナルピック、『BLEACH』オリジナルワイドキャップステッカー、『BLEACH』オリジナル一護×ルキア両面カレンダー。また、両盤ともに期間限定で"ポルノグラフィティ×BLEACH"特製カバー付PSPが当たる応募ハガキが封入されている。
2024年時点、累計売上が10万枚を突破した最後の曲(147947枚)。『ハネウマライダー』以来、3年ぶりにオリコン年間シングルランキングTOP50入りを果たした。
週間2位、2008年12月度月間6位・2009年1月度月間7位、2009年度年間36位、登場回数15回。

## 収録曲
| #         | タイトル                                      | 作詞      | 作曲      | 編曲                      | 時間 |
| --------- | --------------------------------------------- | --------- | --------- | ------------------------- | ---- |
| 1.        | 「今宵、月が見えずとも」                      | 新藤晴一  | 岡野昭仁  | ak.homma, Porno Graffitti | 4:16 |
| 2.        | 「今宵、月が見えずとも (Instrumental Track)」 |           |           |                           | 4:14 |
| 合計時間: | 合計時間:                                     | 合計時間: | 合計時間: | 合計時間:                 | 8:30 |

1. 今宵、月が見えずとも
映画『劇場版BLEACH Fade to Black 君の名を呼ぶ』主題歌（2008年）
PSP専用ゲームソフト『BLEACH 〜ヒート・ザ・ソウル6〜』オープニングテーマ（2009年）
  - 2008年9月にデビュー10周年イヤーに突入したことから、今後10年の始めの一歩となるような「新たな代表曲を作りたい」という想いで制作された楽曲[2]。岡野は「区切りの10年に自分の手で世の中にアピールできる曲を書く」ことを命題に「ヒット曲を狙って書いた」のだという[2]。
  - 映画主題歌への使用は同年リリースの「あなたがここにいたら」「ギフト」に続き3度目[2]。
  - 歌詞は「ダンディズム」をテーマに書き上げられたもので、「太宰」や「グーグル検索」といったリアルなワードも織り交ぜられている[2]。これについて新藤は「いつものようにメロ、アレンジに合う言葉を探した。古いフォークソングみたくならないよう、現代の言葉を使いたかった」と語っている[2]。
  - MVは夜をイメージしたものとなっており、月は三日月として描かれている[3]。また、冒頭には初回特典のオリジナルピックが登場している[3]。
  - 2011年9月に発表された、レコチョク調べ「月にまつわる名曲ランキング」では第6位に選出された（同ランキングの第8位は「アポロ」である）[4]。
  - 2011年12月14日にリリースされた『BLEACH』のキャラクターコンセプトアルバム『ブリコン 〜BLEACH CONCEPT COVERS〜 2』で黒崎一護（声: 森田成一）によってカバーされた。

## 演奏参加
Porno Graffitti
- 岡野昭仁: Vocal, Chorus
- 新藤晴一: Guitar

Additional Musicians
- Bass: 根岸孝旨
- Synthesist: 飯田高広
- Piano & All Other Instruments: ak.homma

## 収録作品
アルバム
- ∠TRIGGER[注釈 1]
- BLEACH BERRY BEST（コンピレーションアルバム）
- PORNOGRAFFITTI 15th Anniversary "ALL TIME SINGLES"

ライヴ映像作品
- "ロイヤル ストレート フラッシュ" LIVE IN YOYOGI DAIICHI TAIIKUKAN 2009
- "∠TARGET" LIVE IN JCB HALL 2010
- 幕張ロマンスポルノ'11 〜DAYS OF WONDER〜
- 神戸・横浜ロマンスポルノ'14 〜惑ワ不ノ森〜 Live at YOKOHAMA STADIUM
- PORNOGRAFFITTI 色情塗鴉 Special Live in Taiwan
- ROCK IN JAPAN FESTIVAL 2017
- 17thライヴサーキット "続・ポルノグラフィティ" Live at TOKYO GARDEN THEATER 2021

ライヴアルバム
- SPECIAL LIVE IN TAIWAN 2017.3.26 @Legacy Taipei